# Ponte Salginatobel
Il viadotto Salginatobel (in tedesco Salginatobelbrücke) è un ponte ad arco, in calcestruzzo armato, che varca una profonda gola nel territorio comunale di Schiers, nel cantone svizzero dei Grigioni.
È percorso da una strada locale, che collega il centro abitato di Schiers alla sua frazione di Schuders.